# 鄒師顏
鄒師顏（？—1425年），湖廣行省荊州府夷陵州宜都縣（今湖北省宜都縣）人，明朝政治人物。
永樂年间，其担任江西參政，后因事被免。之后推荐为监察御史，有声名。之后升任大理寺丞，此后与夏原吉一同下狱。明仁宗即位后，释放并任禮部侍郎。后省墓歸，還至通州去世，貧不能歸葬。尚書呂震上疏后，明宣宗命驛舟送还，并下诏去世的京官均由驛站送还。